# Phasia noskiewiczi
Phasia noskiewiczi är en tvåvingeart som först beskrevs av Agnieszka Draber-Mońko  1965.
Phasia noskiewiczi ingår i släktet Phasia och familjen parasitflugor. Artens utbredningsområde är Kazakstan. Inga underarter finns listade i Catalogue of Life.